# Хартишо
Хартишо (груз. ხარტიშო) — село в Грузии, в муниципалитете Душети края Мцхета-Мтианети. 

## География
Село расположено в северной части края, в 36 километрах по прямой к северо-востоку от центра муниципалитета Душети. Высота центра — 1360 метров над уровнем моря.

## Население
По данным переписи населения 2014 года, в селе проживало 16 человек.
| Год  | Население |
| ---- | --------- |
| 2002 | 33        |
| 2014 | 16        |